# Marvin Knopp

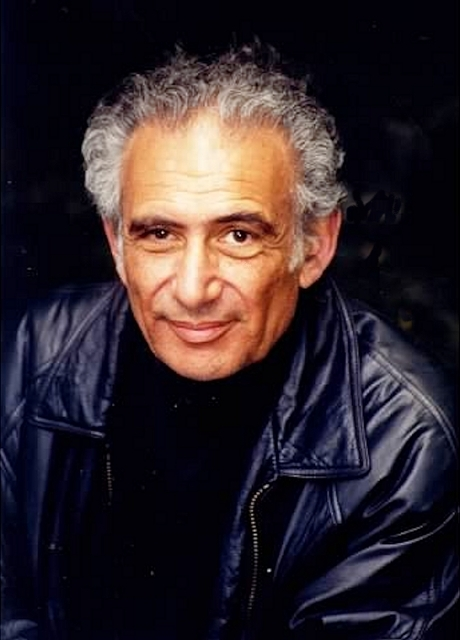
Marvin Knopp

Marvin Isadore Knopp (* 4. Januar 1933 in Chicago; † 24. Dezember 2011 in Boca Raton) war ein amerikanischer Mathematiker, der sich mit Modulformen und ihren Anwendungen in der analytischen Zahlentheorie befasste.
Knopp studierte an der University of Illinois at Urbana-Champaign mit dem Bachelorabschluss 1954 und dem Master-Abschluss 1955. Er wurde dort 1958 bei Paul Bateman promoviert wurde (Construction of certain automorphic forms of non-negative dimension). 1958/59 war er Forschungsmathematiker an den Space Tech Labs und 1959/60 war er am Institute for Advanced Study (wie auch mehrmals danach, so 1975, 1978, 1988). 1960 wurde er Assistant Professor und später Professor an der University of Wisconsin–Madison. 1963/64 war er als Forschungsmathematiker am National Bureau of Standards. Ab 1970 war er Professor an der University of Illinois (Chicago Circle) und ab 1976 an der Temple University. Dort war er Kollege von Emil Grosswald, mit dem er zusammenarbeitete.
Er war 1968/69 Gastprofessor an der Universität Basel, 1988/89 am Bryn Mawr College und 1979 an der Ohio State University.
Er befasste sich mit automorphen Formen und Eichlerkohomologie (nach Martin Eichler), Uniformisierung und Riemannschen Flächen, Modulformen in der analytischen Zahlentheorie.
Er war Mitherausgeber des Ramanujan Journal.
Er war seit 1957 verheiratet und hatte vier Kinder. Einer davon ist der Pianist Seth Knopp.

## Schriften
- mit Bruce Berndt Hecke´s theory of modular forms and Dirichlet series, World Scientific 2008
- Modular functions in analytic number theory, American Mathematical Society 2008 (zuerst Chicago, Markham Publ., 1970)
- Theory of area, Markham Publ., Chicago 1969